# Російський відділ
«Російський відділ» (англ. The Russia House, «Російський дім») — кінофільм режисера Фреда Скепсі, який вийшов на екрани в 1990 році.

## Зміст
Росіянка Катя і британець Барлі стають головними героями шпигунської драми, яка розігрується через рукописи радянського вченого між британською та американською розвідками та контррозвідкою КДБ СРСР. Героям необхідно зробити складний моральний вибір між особистими перевагами і вірністю своїй батьківщині.

## Ролі
| Актор                 | Роль                           |
| --------------------- | ------------------------------ |
| Шон Коннері           | Барлі / Бартолом'ю Скотт-Блейр |
| Мішель Пфайффер       | Катя Орлова                    |
| Рой Шайдер            | Рассел                         |
| Джеймс Фокс           | -                              |
| Джон Магоні           | -                              |
| Майкл Кічен           | -                              |
| Дж.Т. Волш            | -                              |
| Кен Рассел            | -                              |
| Девід Трелфолл        | -                              |
| Клаус Марія Брандауер | "Данте"                        |
| Микола Пастухов       | дядько Матвій                  |

## Знімальна група
- Режисер — Фред Скепсі
- Сценарист — Том Стоппард, Джон Ле Карре
- Продюсер — Пол Масланський, Фред Скепісі
- Композитор — Джеррі Голдсміт